# 오상원
오상원(吳尙源, 1930년 11월 5일 ~ 1985년 12월 3일)은 대한민국의 소설가 겸 언론인이다.
이데올로기의 갈등으로 빚어진 인간 문제를 파헤치는 소설을 썼다. 한국 전쟁이라는 민족 비극의 상황을 배경으로 역경을 이겨 내는 강인한 인간형을 창조하여 전후 작가로서의 지위를 확립하였다. 프랑스 행동주의 문학과 실존주의 문학의 영향을 받았으며, 대한민국의 전후 세대의 풍토 속에서 독자적인 작품을 이루어 1950년대의 대표적 작가 중의 한 사람으로 평가된다. 대표작으로 〈유예〉, 〈모반〉이 있다.

## 생애
평안북도 선천군에서 태어났다. 1949년 용산고등학교를 졸업하고, 1953년 서울대학교 불어불문학과를 졸업하였다.
등단 전에는 서울대학교 불문학과 재학 중(전시 부산)에 이일, 정창범, 홍사중, 박이문, 김호 등과 함께 문학 동인 ‘구도’(構圖)에 참가하면서 문학 활동을 시작했다.
1953년 신극협의회의 작품 공모에 장막극 〈녹쓰는 파편〉이 당선되었고, 1955년 한국일보 신춘문예에 단편소설 〈유예〉(猶豫)가 당선되어 작가 활동을 시작했다.
1960년 4·19 직후 신동문·구자운·박희진·서기원·송병수·이호철·이어령 등과 ‘전후문학인협회’를 결성했다. 이 해 동아일보에 입사했다.
1970년대 이후에는 작품 활동보다는 언론계에 열중했다. 동아일보 기자로 재직하면서 1970년 〈땀흘리는 한국인〉이라는 기행문을 연재했고, 1974년 논설위원이 되었다.
동아일보의 논설위원으로 재직하던 중 1985년 12월 3일 지병으로 서울대학교병원에서 타계했다.

## 작품 경향
오상원의 문학적 특징은 한국 전쟁 후 세태의 사회적·도덕적 문제를 다루어 전후 세대의 정신적 좌절을 행동주의적 안목으로 주제화한 데 있다. 한국의 전후 세대의 풍토 속에서 독자적인 작품을 이루어 1950년대의 대표적 작가 중의 한 사람으로 평가되고 있다.
불문학을 전공하여 프랑스의 행동주의 문학과 실존주의 문학을 접할 수 있었다. 〈균열〉(문학예술, 1955. 8), 〈증인〉(사상계, 1956. 8)은 그러한 성격을 잘 보여준 작품이다. 그가 쓴 논문들 중에는 소설가 앙드레 말로 관련 논문이 있다.
오상원은 보편적인 존재로서의 인간에 대한 문학적 탐구를 통하여 휴머니즘을 추구하였다. 전쟁의 비인간적인 면과 인간의 존엄성을 강조하여 전후소설로서의 의미를 가질 수 있었다.

## 주요 작품
- 〈유예〉
- 〈모반〉

## 수상 경력
- 1957년 동인문학상

## 주해
1. ↑  인간의 보편적인 존엄성에만 호소하는 오상원의 소설적 경향이 4.19 이후 새롭게 전개되는 사회 속에서 설득력을 가지기 어려웠기 때문이라는 견해가 있다.[5]